# 永川皇甫氏
永川皇甫氏（：／ Yeongcheon Hwangbossi），是韩国的姓氏之一，世居庆尚北道永川邑。
永川皇甫氏奉皇甫能长（或名能张、善长）为该姓氏的祖先，历史与近现代的名人有皇甫颖、皇甫倬、皇甫抗、皇甫琳、皇甫承希和皇甫惠貞等。永川皇甫氏是安定皇甫氏的分支，是中国起源的朝鲜半岛氏族之一，祖先皇甫镜在唐代时赴新罗，其四世孙皇甫能长被高丽太祖封为永川府院君。据2015年韩国住房和人口总调查的数据显示，包括永川皇甫氏在内，韩国全国皇甫姓人口为10,383人。